# ブライダルベール滝 (ヨセミテ)
ブライダルベール滝 (ブライダルベールたき、英語: Bridalveil Fall) は、カリフォルニア州、ヨセミテ渓谷にある最も有名な滝の1つで、毎年ヨセミテ国立公園への何百万人もの観光客が訪れる。滝は、高さ188メートル (617 ft)で、1年中水が流れている。
アワニチ族は、ブライダルベール滝はポホノと名付けられた渓谷の入口を守る復讐神が住んでおり、渓谷を去るときには、滝に直接立ち寄ると祟られると信じている。さらに彼らは、ブライダルベール滝の霧が人の結婚する機会をつくるとも信じている。

## 地理
ヨセミテ渓谷を創造した氷河は、渓谷へ流れ込む滝を多く生むたくさんの傾斜した谷を残した。ブライダルベール滝を除き、これらの滝をつくった水流の全ては、渓谷を削って険しいカスケードを形成した。端は、峡谷のもともとの端から後方へ移動しているが、ブライダル・クリークは未だにこの断崖の端から峡谷へ流れ落ちている。一方、この滝と同じように見えるヨセミテ滝は、本来のコースは現在の位置から西へ渓谷を下ったヨセミテ・クリークにあった。ブライダルベール滝の主要な水源は、16キロメートル (9.9 mi)南のオストランダー湖である。
風が強いときには、滝は横へ落ちていくように見える。水量が少ない時期には、滝は地面まで届かないときがある。このため、インディアンのアワニチ族はこの滝を「風の吹く霊」という意味の「ポホノ」と呼んだ。

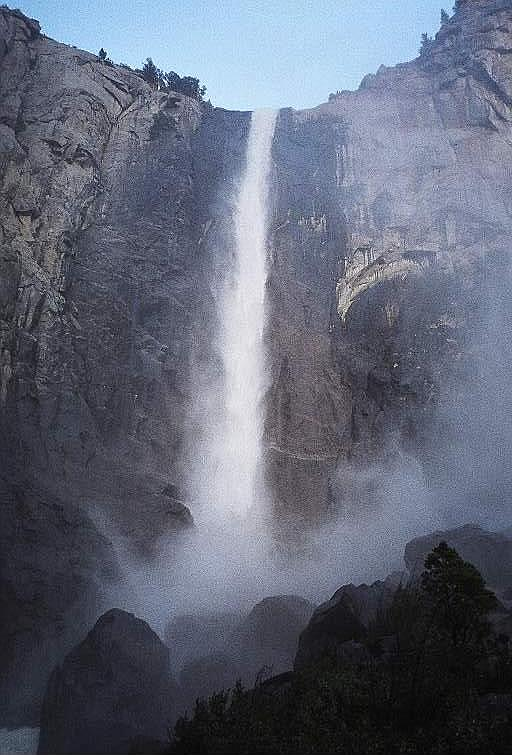
ブライダルベール滝のふもと